# وادي اللحوح (الشغادرة)

تعديل مصدري - تعديل

وادي اللحوح هي إحدى قرى عزلة قلعة حميد بمديرية الشغادرة التابعة لمحافظة حجة، بلغ تعداد سكانها 464 نسمة حسب تعداد اليمن لعام 2004.